# Restrepia pandurata
Restrepia pandurata Rchb.f. (1888) es una especie de orquídeas de la familia de las Orchidaceae.
Su nombre de Pandurata Restrepia [se refiere a la forma de violín de sus labios].

## Hábitat
La planta se encuentra en el centro de Colombia.

## Descripción
Es una planta diminuta de tamaño,  con ramicauls delgados y erectos envueltos en unas 5 a 10 imbricadas y acuminadas vainas, blanquecinas, sueltas, comprimidas y manchadas de negro y una sola hoja apical, erecta, coriácea, algo de color púrpura por debajo, aovado-elíptica, subaguda, en líneas generales, hoja basal cuneada o redondeada con un retorcido peciolo en la base de la hoja que florece en la primavera y el verano en una delgada inflorescencia de 4 a 9 cm de largo, en la parte posterior de la hoja con una flor única de 2 cm de largo, que surge sucesivamente, en la inflorescencia tubular delgada con brácteas.

## Nombre común
- Español:
- Inglés: